# Tell me what's new
Tell me what's new is het debuutalbum van de Utrechtse garagerock band GEM, uit 2004.

## Opname
GEM, dat begin 2003 werd opgericht, maakte snel naam door een goed debuutoptreden in het voorprogramma van The Libertines te spelen. Hierop werd de band gevraagd voor het verzamelalbum College Radio: Alternative Rock Songs van het Nationaal Popinstituut waarop een aantal veelbelovende alternatieve-rockbands, waaronder Moss, zZz en Voicst zich mochten presenteren aan een groter publiek..
De band nam hiervoor met Frans Hagenaars, huisproducer van Excelsior Recordings, de nummers This Is Your Life en Tonight op. De samenwerking beviel goed, waarop GEM in maart 2004 bij Hagenaars in vier dagen hun debuut opnam.
De cd verscheen op 24 mei 2004. Het artwork van de plaat werd verzorgd door Sonja van Hamel. Het nummer This Is the Life was regelmatig te horen op de 3FM en KinkFM. Op 1 december verscheen de enige officiële single van het album, Rise & Fall, die enkel op vinyl werd uitgebracht. In april 2005 verscheen het album in Duitsland bij Haldern Pop Records. Op de Duitse uitgave stond niet langer een bandfoto op de voorkant van het album, maar enkel het bandlogo, een soldaatje met schild en houwer, op een oranje achtergrond.

## Muzikanten
- Maurits Westerik - zang
- Bas de Graaff - gitaar
- Vincent Lemmen - gitaar
- Jeroen Kikkert - basgitaar
- Ilco Slikker - drums

## Tracklist
1. The opposite
2. This is your life
3. Rise & fall
4. Summertime
5. Tonight
6. All we have is now
7. Secrets in silence
8. Sisters eyes
9. Eyes wide open
10. Can you wait for it?
11. SOS